# قتل ستایش قریشی
ستایش قریشی (درگذشته ۲۲ فروردین ۱۳۹۵، خیرآباد، ورامین) دخترک پنج‌سالهٔ افغانستانی در ورامین بود که پسر ۱۶ ساله ایرانی همسایه او را ربود و به قتل رساند و پیکرش را با اسید سوزاند. قتل این دختربچه به دست یک شهروند ایرانی بازتابی گسترده در رسانه‌های اجتماعی و به خصوص در میان کاربران ایرانی و افغانستانی داشته است.

## شرح
شیرآقا قریشی، پدر مقتول، ۱۶ سال پیش از افغانستان به ایران آمده و کارگر و پناهجو است. به گفتهٔ او، ستایش، ساعت یک روز یکشنبه ۲۲ فروردین برای خرید بستنی به مغازه سر کوچه می‌رود. پس از خرید بستنی، تنها ده متر مانده به منزل، قاتل ستایش را دزدیده و به خانه خود می‌برد. چگونگی دزدیدن او به گفته پدرش نامشخص است. مادر ستایش پس از گذشت نزدیک به نیم ساعت، نگران شده و به پدر مقتول تلفن می‌زند. پدر مقتول پس از برگشتن از سر کار، جستجو می‌کند، اما نشانی نمی‌یابد. پس از آگاهی رساندن به پلیس، از سوی پلیس به آن‌ها توصیه می‌شود که همچنان تا یک ساعت دیگر نیز به جستجو ادامه دهند تا مطمئن شوند که کودک آن‌ها در خانه دیگر خویشاوندان نباشد. پس از ناموفق بودن جستجوی مجدد و مراجعه دوباره به کلانتری، از آن‌ها خواسته می‌شود که به آگاهی رفته و موضوع را در آنجا گزارش کنند. اما در آگاهی به آن‌ها گفته می‌شود که وقت کاری به پایان رسیده و فردا صبح باید مراجعه کنند. صبح روز بعد پدر مقتول به آگاهی رفته و جستجوها همچنان ادامه می‌یابد.
در نهایت پلیس به پدر مقتول خبر می‌دهد که قاتل نوجوان پس از کشتن دختر او، به دوست خود تلفن زده و از او می‌خواهد تا در ناپدید کردن جسد به او کمک کند؛ ولی دوستش حادثه را بلافاصله به پدر خود اطلاع داده و پدر او هم ماجرا را به پلیس اطلاع می‌دهد و پلیس نیز اقدام به دستگیری قاتل می‌کند. این‌گونه عنوان شده است که قاتل پیش از قتل و اسیدپاشی به او، به مقتول تجاوز کرده است، اما پدر مقتول اظهار داشته است که در این باره منتظر رسیدن گزارش پزشکی قانونی است که تاکنون بدست او نرسیده است.
قاتل ستایش قریشی که در زمان وقوع جرم شانزده سال و چهار ماه داشت به اعدام و قصاص محکوم شد. پس از اینکه قاتل به ۱۸ سالگی رسید دادگاه اجرای احکام تصمیم به اجرای حکم گرفت اما به علت اصرار خانواده مقتول بر دریافت ارش البکاره تا زمان تعیین مبلغ و پرداخت آن اجرای حکم اعدام به تعویق افتاد. او سرانجام در روز پنجشنبه تاریخ ۱۴ دی۱۳۹۶ اعدام شد.

## هویت قاتل
مجرم که شهروند ایران بود، نوجوانی زیر سن قانونی (۱۶ ساله) و ساکن محله «خیرآباد» ورامین بود.

## علت تجاوز
خانم خاکی جانشین دادسرای زنان، خانواده و اطفال با انتقاد شدید از غیبت برخی نهادهای مسئول در بحث پیشگیری از آسیب‌های اجتماعی گفت: وزارت آموزش‌وپرورش، همیشه در این بررسی‌ها غایب است. در همین بحث قتل ستایش دختر شش‌ساله افغان الاصل، من بیشتر از سه بار با پسر نوجوان قاتل ستایش در کانون اصلاح و تربیت گفتگو کردم. نتیجه همه آن صحبت‌ها این بود که انگیزه و علت عمده قتل ستایش، در تلفن همراه این نوجوان بود. او عضو یکی از کانال‌های غیراخلاقی و پورن تلگرام بوده و روز فاجعه، چند فیلم پورن را در همان کانال تماشا می‌کند و به‌واسطه فشارهای روحی و نیازهای جنسی، چنان تصمیمی می‌گیرد.
ابوالقاسم مرادطلب دادستان عمومی ورامین بیان کرد: بر اساس اعترافات قاتل ستایش، این شخص در صبح روز حادثه به وسیله گوشی همراهش در حالی که در مدرسه بوده به مشاهده کلیپ‌های پورن مبادرت کرده است و این در حالی است که جنایت بعدازظهر همان روز به وقوع پیوست.

## واکنش‌ها

### بازپرس پرونده
بازپرس این پرونده دربارهٔ این خبر گفت: موضوع آزار و اذیت در این پرونده تا روز محاکمه محرمانه می‌ماند.

### واکنش شخصیت‌های سیاسی
- شهیندخت مولاوردی(معاون امور زنان رئیس‌جمهور ایران) در صفحهٔ فیس‌بوکش نوشت: «خبر تکان‌دهنده جنایتی که علیه دختر شش‌ساله مهاجر افغان در ورامین به وقوع پیوسته است جانمان را به درد آورد. بازتاب وسیع رسانه‌ای و واکنش‌های گسترده عمومی نسبت به این خبر بعد از یک هفته نشان از عمق فاجعه دارد. در این شرایط، عرض تسلیت و ابراز همدردی با خانواده ستایش کمترین کاری است که می‌توان انجام داد.»[۹]
- حسین نقوی حسینی، نماینده ورامین در مجلس گفت: «این حادثه دل مردم ایران را به درد آورد. رنج ملت افغانستان همچون رنج ملت خودمان است. برای دستگاه قضایی ایران تفاوتی بین قتل دختر ایرانی و افغانستانی وجود ندارد و طبق قوانین جمهوری اسلامی با قاتل ستایش برخورد خواهد شد.»[۱۰]
- عبدالرضا ناظری، فرمانده انتظامی شرق تهران تأکید کرد: «به خانواده ستایش قریشی قول دادیم که این دختربچه را همچون فرزند خودمان می‌دانیم و با جدیت برای رسیدگی این پرونده اقدام خواهیم کرد. پلیس خواهان اشد مجازات قاتل است».[۱۰]
- احمد بهزاد نمایندهٔ مجلس افغانستان پیش از آنکه روزنامه‌های ایران به این موضوع اشاره کنند از سکوت رسانه‌ای در ایران انتقاد کرد و گفت: «سکوت جامعه میزبان در برابر چنین جنایت ضد انسانی توجیه‌پذیر نیست. سیاست حاکم بر رسانه‌های ایران و نفرت پراکنی علیه مهاجران در وقوع چنین جنایت‌ها و این چنین سرافکندگی‌ها نقش بسیار دارد.»[۱۰][۱۱]

### بازتاب در رسانه‌های ایران
روز یکشنبه ۲۹ فروردین ۱۳۹۵ روزنامه‌های جام‌جم، قانون و هفت صبح در صفحه اول خود به این خبر پرداختند.
خبرگزاری ایسنا با کتایون افرازه از مددکاران جمعیت امام علی که در نزدیکی خانه ستایش کار می‌کند مصاحبه کرد، او گفت چون خانواده‌های افغان استطاعت مالی کافی ندارند در حاشیه‌ها ساکن می‌شوند. امنیت در این محله‌ها بسیار کم است، بچه‌های محروم از تحصیل زیادی در این مناطق هستند. بیشتر این بچه‌ها خانواده‌هایی دارند که درگیر اعتیاد هستند. این مناطق به شدت نیازمند کار فرهنگی ریشه‌ای هستند؛ در این مناطق بچه‌ها در سنین پایین ازدواج می‌کنند، کنترلی بر بارداری خود ندارند و آموزشی هم برای حمایت از فرزندان خود ندیده‌اند».
مهرداد خدیر در عصر ایران نوشت: «مقتول بچه است اما قاتل هم بچه است. او [قاتل] هم با همه سبوعیت [کذا] و جنایتی که مرتکب شده باز بچه است. در نگاه عده‌ای البته مشکل اصلی این است که خانم‌ها در داخل اتومبیل و در بزرگراه چه لباسی بر تن دارند. فاجعه اصلی اما جای دیگری در جریان است…»
«برخی این اتفاق را که قاتل نوجوان پیکر دختر را در وان حمام می‌اندازد و رویش اسید می‌ریزد؛ شبیه صحنه‌ای از سریال بریکینگ بد می‌دانند که در سوپرمارکت‌های شهر به فروش می‌رسد. این واقعیت را نمی‌توان نادیده انگاشت که بخشی از خشونت در ایران و جهان از طریق سینما منتقل می‌شود. هر چند این توجیه هم وجود دارد که فیلم‌ها انرژی‌های منفی را تخلیه می‌کنند».

### بازتاب در شبکه‌های اجتماعی
قتل این دختربچه ۵ ساله، بازتابی گسترده در شبکه‌های اجتماعی و در میان کاربران ایرانی و افغانستانی داشته است. واکنش‌ها به این ماجرا چه از سوی ایرانی‌ها و چه افغان‌ها منفی و با محکوم کردن همراه بوده است. عده‌ای این‌گونه اظهار نظر کرده‌اند که اگر هویت قاتل و مقتول جابجا شده و یک دختربچهٔ ایرانی به دست یک افغانستانی کشته شده بود، آنگاه «هیاهوی رسانه‌ای» بسیاری برپا می‌شد. در شبکه اجتماعی فیسبوک صفحه‌ای ویژه به این ماجرا و حمایت از خانواده مقتول به راه افتاده است. عده‌ای به بازتاب نیافتن آنچنانی ماجرا در رسانه‌ها اعتراض کرده‌اند. این رویداد در افغانستان نیز بازتاب داشته و روزنامه‌نگاران افغانستانی به سکوت رسانه‌های ایران در این باره انتقاد کرده‌اند.
رسانه‌ها افغانستان تلاش کردند که علت صدور حکم اعدام را به جریان‌سازی رسانه‌ای خود نسبت دهند. این رسانه ادعا کردند که چون مقتول مهاجر و افغانستانی‌تبار بوده صدا و سیما ایران این موضوع را نادیده گرفتند. در حالیکه صدا وسیما در چهار نوبت به اخبار مربوط به روند رسیدگی به پرونده ستایش قریشی در بخش‌های خبری ۲۰:۳۰ شبکه دو و اخبار ۲۰ شبکه خبر پرداخت.
حسن خمینی نوه روح‌اله خمینی نیز در صفحه اینستاگرام خود به همدردی خود با خانواده داغدار ستایش قریشی پرداخت.

## اعدام قاتل ستایش قریشی
مجتبی فرحبخش وکیل مدافع قاتل ستایش قریشی؛ در دی ماه ۹۶ اعلام کرد حکم اعدام قاتل ستایش قریشی ساعت ۶ صبح پنجشنبه ۱۴ دی ماه در زندان رجایی شهر اجرا خواهد شد. او ابراز امیدواری کرد که «معجزه‌ای رخ دهد و خانواده ستایش تا لحظه اجرای حکم امیرحسین را ببخشند».
سرانجام، در بامداد پنجشنبه ۱۴ دی ۱۳۹۶ (۴ ژانویه ۲۰۱۸) قاتل ستایش اعدام شد.

## خاکسپاری
به گفتهٔ پدر مقتول، پیکر فرزندش را در امامزاده طاهر و مطهر (خیرآباد) به خاک سپرده‌اند.